# Marie-Noëlle Bastin
Pour les articles homonymes, voir Bastin.
Marie-Noëlle Bastin dite Marie-Noëlle, née le 21 décembre 1961 à Liège, est une coloriste de bande dessinée, peintre et photographe belge francophone.

## Biographie

### Jeunesse et formation
Marie-Noëlle Bastin naît le 21 décembre 1961 à Liège,. En troisième maternelle, elle est fortement marquée par l'atelier de peinture de son institutrice. À l'âge de 9 ans, elle part au Congo pour deux ans pendant lesquels elle écrit et illustre des histoires pour sa grand-mère et marraine. Elle est élève à l'Institut Marie-Thérèse à Liège où elle fait trois années d'humanités en latin-mathématiques. Elle poursuit en humanités artistiques, avant de s'inscrire pour le graduat en arts plastiques à l'École supérieure des arts Saint-Luc de Liège dans la section illustration. C'est là qu'elle rencontre Éric Warnauts et, son compagnon puis futur mari Marc-Renier.

### Coloriste de bande dessinée
Dès sa sortie de Saint-Luc, elle va se mettre à colorier les dessins de Marc-Renier, dont Les Yeux du Marais, le premier récit médiéval que publiera le Journal Tintin et qu'éditeront les Éditions du Lombard en 1985. À l'exception du premier tome de la série Melmoth et du premier tome de la série Le Masque de fer, Marie-Noëlle Bastin s'occupera des couleurs de tous les albums de son mari. En 1992 et 1993, Marie-Noëlle Bastin réalise la mise en couleur des deux premiers tomes de la réédition de Corentin de Paul Cuvelier. Il lui est arrivé aussi de dépanner d'autres dessinateurs, comme Dany pour la mise en couleurs d'une de ses histoires coquines, Francis Carin pour le 13e tome de la série Victor Sackville intitulé : Monsieur Tadjeff aux éditions du Lombard, ou encore Pierre Legein dans les Dampierre numéros 9 et 10. En 2001, Marie-Noëlle Bastin réalise la mise en couleurs de l'album de Didier Comès, Silence, conçu initialement pour le noir et blanc. À l'automne 2002, Marie-Noëlle Bastin termine le tome trois de Black Hills 1890, pour Marc-Renier : La Grande Blessure. Marc Carlot, directeur de la publication du site Auracan écrit : « Marie-Noëlle Bastin apporte son savoir-faire en matière de coloriage pour rendre toute l'atmosphère glaciale et tendue de cet album. ». Elle retrouve Francis Carin pour les couleurs de L'Homme de Berlin, dix-huitième album de Victor Sackville. Elle travaille pour Ersel, dans son troisième tome du Gardien de la lance, dans son deuxième tome des Derniers Jours de la Géhenne ainsi que pour le 15e opus de la série Les Pionniers du Nouveau Monde scénarisé par les époux Maryse et Jean-François Charles, publié aux éditions Glénat en 2005,.
Elle travaille à la gouache et au pinceau.
Lors de l'avènement de la mise en couleur digitale, l'abandon des bleus de coloriage ne l'agrée pas, elle délaisse le métier de coloriste après 20 ans.

### Peintre et photographe
Marie-Noëlle Bastin aime réaliser des portraits d'animaux et quelques peintures à l'huile.
En 2011, elle met en couleurs les portraits dessinés par le caricaturiste Gaëtan Plein à Spa,. À l'âge de 53 ans, la peintre Marie-Noëlle Bastin termine une série de quinze portraits de femmes inspirés de personnalités telles Marilyn Monroe ou Jeanne Moreau. Ceux-ci sont décrits par la journaliste Manon Dumoulin du journal L'Avenir comme : « mélancoliques, féroces et toujours intenses […] ». Parmi les femmes qui l'inspirent, elle cite la sculptrice Camille Claudel et au cinéma l'actrice Romy Schneider.
Elle réalise une fresque représentant des blanchisseuses lavant et rinçant le linge devant le lavoir dont l'inauguration a lieu le 24 avril 2016 au musée de la lessive à Spa.
Durant les vacances scolaires, elle anime aussi des stages de mise en couleurs pour les enfants. Elle anime également un atelier de peinture au centre culturel d'Angleur.
Comme photographe, elle dispose d'un studio à Sart-lez-Spa,.

### Vie privée
Elle est la mère de Cassandre Warnauts, productrice de cinéma.

## Publications

### En revues et journaux
- Dans Hello Bédé[23] des nos 20-29 en 1991.
- Dans Super Tintin[24] Absurde no 24 en 1984 ;

### Expositions

#### Expositions individuelles
- Portraits de femmes à l’Atelier à Theux, du 12 novembre au 5 décembre 2015[11],[25].

#### Expositions collectives
- Marie-Noëlle Bastin et Guy Deltour[4],[26], Galerie Pouhon Prince-de-Condé, Spa, du 5 au 21 mai 2023.

### Émissions de radio
- Terre, pierre et mer en la Galerie Prince de Condé à Spa, émission Entrée des artistes présentée par Christiane de Moffarts sur Radio chrétienne francophone, (29 min 19 s), 1er mai 2023.

### Émissions de télévision
- "l'Album" : Marie-Noëlle BASTIN, artiste peintre sur VEDIA, présentation : Urbain Ortmans (37 min 52 s), 23 novembre 2015.